# História de Baiaqui
História de Baiaqui (em árabe: تاریخ بیهقی; romaniz.: Tārīkh-i Bayhaqī) é um livro de história escrito por Abu Alfadle Baiaqui em persa no século XI. Muito desse extenso trabalho está perdido, mas seus restos são a fonte mais importante da história do Império Gasnévida. A obra também tem valor literário devido ao seu estilo único de narração.

## Nomes
O trabalho foi publicado com vários nomes:
- História de Baiaqui (em árabe: تاریخ بیهقی; romaniz.: Tārīkh-i Bayhaqī)
- História de Nácer (em árabe: تاریخ ناصری; romaniz.: Tārīkh-i Nāsirī)
- História de Maçude (em árabe: تاریخ مسعودی; romaniz.: Tārīkh-i Masʿūdī)
- História da Casa de Nácer (em árabe: تاریخ آل ناصر; romaniz.: Tārīkh-i Āl-i Nāsir)
- História da Casa de Sabuqueteguim (em árabe: تاریخ آل سبکتگین; romaniz.: Tārīkh-i Āl-i Sabuktagīn)
- Compêndio das Crônicas (em árabe: جامع التواریخ; romaniz.: Jāmiʿ al-Tawārīkh)
- Compêndio das Crônicas de Sabuqueteguim (em árabe: جامع فی تاریخ سبکتگین; romaniz.: Jāmiʿ fī Tārīkh-i Sabuktagīn)
- Os Volumes ou os Livros (em árabe: مجلدات; romaniz.: Mujalladāt)

## Conteúdo

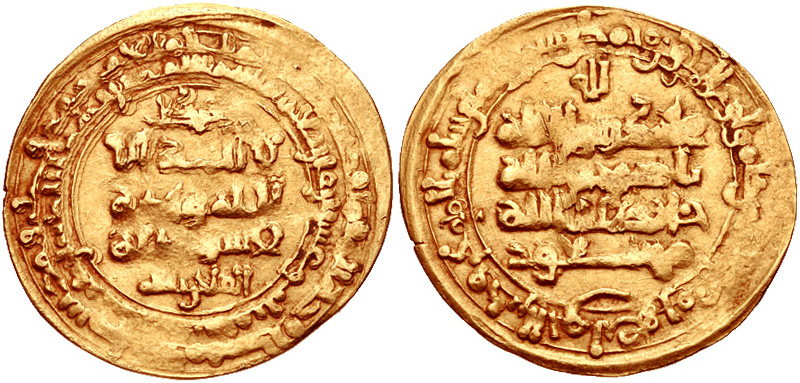
Dinar de r.

Acredita-se que a História de Baiaqui consistiu em trinta livros, dos quais apenas seis permanecem. O tópico principal dos livros restantes é o reinado de Maçude I (r. 1030–1040), sultão do Império Gasnévida. K. Allin Luther comparou a epistemologia da obra a historiadores seljúcidas posteriores e aconselha uma abordagem retórica ao trabalho. Marilyn Waldman também recomenda uma abordagem retórica por meio da teoria dos atos de fala, mas não fornece uma análise abrangente do texto. Julie Scott Meisami também aponta para a natureza analítica do trabalho e coloca Baiaqui entre os historiadores do Renascimento Islâmico.
Por sua abordagem distinta na narração de relatos históricos, a precisão da obra não teve precedentes. É bem conhecida por seu rico uso da linguagem e há várias características que a transformaram em prosa literária, incluindo o uso de neologismos, novas combinações de palavras e sintaxes, palavras arcaicas, imagens, versos do Alcorão e hádices, poemas persas e árabes e vários tipos de paralelismo e repetição (incluindo vogais, palavras e sintaxes). A obra também foi comparada a um romance histórico.